# Sciophilinae
Sciophilini
Sous-famille
Tribu
Les Sciophilinae sont une sous-famille d'insectes diptères de la famille des Mycetophilidae (les « moucherons fongiques »).
La tribu des Sciophilini est la seule référencée en 2023, dans cette sous-famille des Sciophilinae.

## Classification
La sous-famille des Sciophilinae, ainsi que la tribu des Sciophilini, sont décrites par l'entomologiste allemand Johannes Winnertz (1800-1890) en 1863,,.
BioLib indique Róndani, 1840 mais sans référence formelle, pour la description initiale de la sous-famille des Sciophilinae.

## Présentation
Il y a environ 30 genres et environ 340 espèces décrits et référencés dans la sous-famille des Sciophilinae,,.

## Tribu Sciophilini
Selon BioLib en 2023, la tribu des Sciophilini est la seule référencée dans cette sous-famille des Sciophilinae, avec huit genres inclus dont un fossile (†Pseudomanota Blagoderov & Grimaldi, 2004) et vingt-et-un genres n'y appartenant pas.

## Liste des genres
- Acnemia Winnertz, 1863 (Sciophilini)
- Allocotocera Mik, 1886 (Sciophilini)
- Anaclileia Meunier, 1904
- Aneura Marshall, 1896
- Aphrastomyia Coher & Lane, 1949
- Azana Walker, 1856
- Baeopterogyna Vockeroth, 1972
- Cluzobra Edwards, 1940 (Sciophilini)
- Coelophthinia Edwards, 1941
- Duretophragma Borkent, 2013
- Leptomorphus Curtis, 1831
- Loicia Vockeroth, 1980 (Sciophilini)
- Megalopelma Enderlein, 1910
- Monoclona Milk, 1886
- Neoallocotocera Tonnoir, 1929
- Neoaphelomera Miller, 1945
- Neuratelia Rondani, 1856 (Sciophilini)
- Paramorganiella Tonnoir, 1929
- Paratinia Milk, 1874
- Paratrizygla Tonnoir, 1929
- Parvicellula Marshall, 1896
- Phthinia Winnertz, 1863
- Polylepta Winnertz, 1863
- †Pseudomanota Blagoderov & Grimaldi, 2004 (Sciophilini)
- Sciophila Meigen, 1818 (Sciophilini)
- Speolepta Edxards, 1925
- Stenophragma Celakovsky, 1870 (Sciophilini)
- Tasmanina Tonnoir, 1929
- Trizygia Skuse, 1888[7]

## Genres fossiles
Selon la Paleobiology Database en 2023, huit genres fossiles sont référencés :
- †Baisodicrana Blagoderov, 1995
- †Ekhiritus Blagoderov, 1995
- †Necromyza Scudder, 1895
- †Pollicitator Blagoderov, 1995
- †Prospeolepta Blagoderov, 1995
- †Protasmanina Riek, 1954
- †Pseudomanota Blagoderov and Grimaldi, 2004
- †Zazicia Blagoderov, 1995

### Publication originale
- (de) Johannes Winnertz, « Beitrag zu einer Monographie der Pilzmücken », Verhandlungen der Kaiserlich-Königlichen Zoologisch-Botanischen Gesellschaft in Wien, vol. 13,‎ 1863, p. 637-964.